# Кассель (кантон)

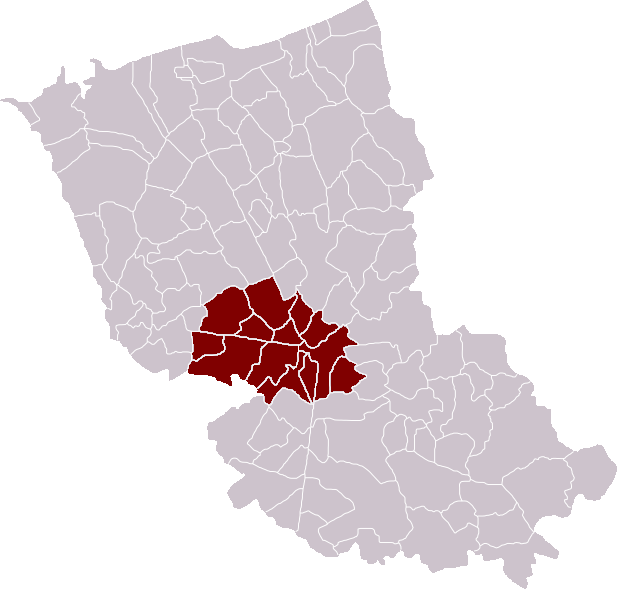
Кантон Кассель в составе округа

Кассе́ль (фр. Cassel) — упраздненный кантон во Франции, регион Нор — Па-де-Кале, департамент Нор. До упразднения входил в состав округа Дюнкерк.
В состав кантона входили коммуны (население по данным Национального института статистики Архивная копия от 14 марта 2014 на Wayback Machine за 2011 г.):
- Ардифор (381 чел.)
- Арнек (1 598 чел.)
- Бавеншов (925 чел.)
- Бюишер (517 чел.)
- Вемае-Каппель (247 чел.)
- Зермезеель (196 чел.)
- Зюйтпеен (545 чел.)
- Кассель (2 287 чел.)
- Ноордпеен (786 чел.)
- Окселаэр (524 чел.)
- Оштезеель (354 чел.)
- Рюбрук (947 чел.)
- Сент-Мари-Каппель (836 чел.)

## Экономика
Структура занятости населения:
- сельское хозяйство — 11,4 %
- промышленность — 10,3 %
- строительство — 16,5 %
- торговля, транспорт и сфера услуг — 30,6 %
- государственные и муниципальные службы — 31,2 %

Уровень безработицы (2010) - 8,9 % (Франция в целом - 12,1 %, департамент Нор - 15,5 %). 

Среднегодовой доход на 1 человека, евро (2010) -  22 445 (Франция в целом - 23 780, департамент Нор - 21 164).

## Политика
Жители кантона придерживаются правых взглядов. На президентских выборах 2012 г. они отдали в 1-м туре Николя Саркози 30,8 % голосов против 23,8 % у Франсуа Олланда и 20,6 % у Марин Ле Пен, во 2-м туре в кантоне победил Саркози, получивший 55,2 % голосов (2007 г. 1 тур: Саркози - 31,1 %, Сеголен Руаяль - 21,4 %; 2 тур: Саркози - 57,1 %). На выборах в Национальное собрание в 2012 г. по 15-му избирательному округу департамента Нор жители кантона в 1-м туре отдали большинство голосов - 33,2 % - действующему депутату, кандидату правой Радикальной партии Франсуазе Осталье, но во 2-й тур она не прошла, и в нем жители кантона поддержали независимого правого кандидата Жана-Пьера Батая, получившего 55,9 % голосов. (2007 г. 14-й округ. Жан-Пьер Декуль (СНД): 1-й тур - 59,0 %). На региональных выборах 2010 года в 1-м туре победил список «правых» во главе с СНД, собравший 27,1 % голосов против 25,9 % у занявшего второе место списка социалистов. Во 2-м туре единый «левый список» с участием социалистов, коммунистов и «зелёных» во главе с Президентом регионального совета Нор-Па-де-Кале Даниэлем Першероном получил 42,7 % голосов, «правый» список во главе с сенатором Валери Летар занял второе место с 36,7 %, а Национальный фронт Марин Ле Пен с 20,6 % финишировал третьим.
|  | Кандидат       | Партия                    | % голосов |
|  | -------------- | ------------------------- | --------- |
|  | Стефан Дьёсаэр | Союз за народное движение | 52,57     |
|  | Рене Декодт    | Социалистическая партия   | 47,43     |

|  | Кандидат     | Партия                  | % голосов |
|  | ------------ | ----------------------- | --------- |
|  | Рене Декодт  | Социалистическая партия | 42,22     |
|  | Эдуар Лесерф | Правые партии           | 37,07     |
|  | Пьер Варле   | Независимый             | 20,71     |